# Chilam Balam (escalade)
Cet article traite de la voie d'escalade. Pour les livres mayas voir Chilam Balam
Chilam Balam est une voie d'escalade sportive, ouverte en 2003 par le grimpeur espagnol Bernabé Fernández qui a annoncé une cotation de 9b+, ce qui en ferait la voie la plus difficile réalisée. Cette annonce a déclenché une polémique sur le niveau annoncé, et sur la réalisation effective de la voie. Les répétiteurs proposent plutôt en 2015 la cotation 9a+/b.

## Voie
La voie se trouve à Villanueva del Rosario dans la Province de Malaga en Espagne. Avec 82 m de développé, 22 spits, et près de 400 mouvements, elle est exceptionnellement longue. Bernabé Fernandez annonce l'avoir enchaînée le 4 juillet 2003, après l'avoir équipée lui-même et essayée durant trois ans,. Il propose la cotation de 9b+ par comparaison avec la voie la plus dure qu'il ait réussi jusqu'ici, Orujo, qu'il avait côté 9a+ en 1998, en sautant donc le degré 9b.

## Neuvième degré en 2003
Mi-2003, le 9a est bien établi, avec plus d'une vingtaine de voies, dont certaines comme Action directe et Bain de Sang ont été répétées plusieurs fois. Outre Orujo, seules quelques voies au-dessus du niveau 9a ont été annoncées, et parmi elles : la controversée Akira, proposée 9b par Fred Rouhling en 1995, ainsi que Biographie (9a+) par Chris Sharma en 2001, Flex Luthor (9a/9a+) par Tommy Caldwell en janvier 2003, Flatmountain (9a/9a+) par Yuji Hirayama en mars 2003 et La Rambla par Ramón Julián Puigblanque (9a+) en mars 2003, mais aucune de ces voies n'a alors été répétée.

## Polémique
Peu après l'annonce de l'enchainement de la voie et de sa cotation, le grimpeur allemand Alexander Huber écrivit au magazine espagnol Desnivel,. Il rappelle la polémique ayant suivi l'annonce en 1993 d'une cotation en 9b pour la voie Akira, alors que le niveau 9a apparaissait à peine, polémique qui avait remis en question la crédibilité de Fred Rouhling. Il engage Bernabé Fernández à faire rapidement un reportage photo devant témoin, prouvant qu'il est bien capable de faire la voie, et il juge improbable la cotation annoncée, qui impliquerait selon lui que Fernández soit capable de réaliser du 9a à vue, et du 9a+ en quelques essais. Cette lettre déclenchera une certaine polémique,.
Bernabe Fernandez retourne le 15 juillet dans la voie pour faire des photos avec le journaliste, photographe et grimpeur David Munilla. Il répète alors les mouvements sans enchaîner la voie : « Je ne vais pas dire que j'ai assisté au deuxième enchaînement, mais j'ai pu voir le talent et la résistance d'un grimpeur qui s'est entraîné pour le faire. Très fluide, en dynamisant les séquences, en plaçant chaque pied au bon endroit ». Le 30 juillet Fernandez s'exprime à nouveau à propos de la voie, et explique qu'il a hésité entre 9b et 9b+, et que c'est le dernier pas dur tout à la fin qui justifie le +. Il pense arrêter l'escalade de haut niveau après cela car ça lui demande trop d’investissement, et refuse d'entrer dans la polémique. Il ajoute qu'il a proposé une cotation et que qui voudrait essayer la voie le peut.
Le grimpeur Dani Andrada s'exprime sur la polémique en août : tout en critiquant Fernandez pour avoir supprimé des prises naturelles sur Orujo afin d'empêcher d'autres grimpeurs d'utiliser d'autres méthodes que la sienne, il affirme que les grimpeurs ne devraient pas avoir à prouver leurs réalisations même si mensonges et exagérations sont toujours possibles, que les raisonnements mathématiques de Alexander Huber sur le niveau requis ne sont pas valables, et qu'il faudrait moins parler et plus grimper. Il essaye la voie peu après et dit en 2004 qu'elle est « la plus belle et plus dure voie qu['il a] jamais essayée » . Il est cependant étonné de ne voir que peu de traces de magnésie et de gomme de chausson d'escalade, ce qui indique d'après lui, que la voie n'a pas été beaucoup travaillée. Il note en 2006 qu'en Espagne peu de gens croient à l'ascension de Bernabé Fernandez et regrette que la voie ne soit pas plus essayée.
La revue Desnivel mettra finalement sérieusement en doute la réalisation, : il a été impossible de retrouver la personne qui aurait assuré Benabé Fernandez pendant son enchainement, ou d'autres témoignages de ses progrès dans la voie parce qu'il a l'habitude de se faire assurer par des débutants. En outre d'après le témoignage de Dani Andrada il n'y a pas de traces de travail notamment dans la section finale.
Elle a également été essayée par Chris Sharma qui trouve la voie « belle », sans se prononcer sur la polémique,.
En 2008 Jens Larssen  du site 8a.nu affirme que deux grimpeurs du top 10 mondial auraient déclaré après avoir essayé la voie qu'elle serait impossible, sous-entendant que soit elle n'a jamais été gravie, soit elle a changé depuis l'ascension de Fernandez.

## Répétitions
Début 2011, on compte près de 300 voies dans le neuvième degré, dont 12 cotées 9b. Biographie et La Rambla ont été répétées à plusieurs reprises par la suite et sont devenues les voies de référence du niveau 9a+. 
Le 13 avril 2011, Adam Ondra enchaine la voie après seulement 3 jours d'essais, et déclare « Je pense que cela pourrait être un 9b normal, peut-être même un 9b facile, mais sûrement pas un 9a+. Ce n'est pas la voie la plus dure que j'ai gravie, et Chaxi Raxi est probablement plus dure. Mon ascension ne prouve évidemment rien à propos de celle de Fernandez, cela montre juste que la voie est grimpable, belle, et qu'elle est là pour être tentée. ».
Elle est tentée en mai 2015 par Romain Desgranges, qui tombe dans les derniers mouvements.
En mai 2015 le français Sébastien Bouin réalise la troisième ascension de la voie, et commente le niveau : « C'est clair que 9b+ c'était la méga blague! Je ne pense pas que ce soit un vrai 9b. Pour Adam Ondra, c'est un petit 9b. Pour Dani Andrada, qui a essayé avec moi, c'est 9a+. Pour Edu Marin, c'est 9a+/9b. Après réflexion, je propose 9a+/9b. Je pense qu'il y a des 9b bien plus durs… Dans cette voie, il y a en gros 4 parties. Un premier 8c+, une deuxième en 8c, une troisième en 8a+/b, et une dernière avec la section bloc. Et cette section bloc n'est pas extrême, seulement un peu aléatoire. Pour Adam, elle vaut 7C bloc ; pour Dani, 7A+ bloc ; je vais trouver un juste milieu en disant 7B/B+ bloc…»
En novembre 2015, Dani Andrada enchaîne finalement la voie, la cotant 9a+/b ou 9a+ dur". L'enchaînement lui a pris 1h05, avec 25 repos sans les mains. Peu après Edu Marin enchaîne lui aussi la voie.

## Vidéos
- [vidéo] « Réalisation par Adam Ondra », sur YouTube
- [vidéo] « Seb Bouin Chilam Balam 9b », sur YouTube
- [vidéo] « Dani Andrada and Edu Marín in Chilam Balam », sur YouTube